# François Jacques (historien)
Pour les articles homonymes, voir François Jacques (homme politique).
François Jacques, né le 5 février 1946 à Fussy et mort le 3 mai 1992 à Paris 14e, est un historien français spécialiste de la Rome antique. Ses travaux ont essentiellement portés sur la vie municipale de l'Empire romain et ont contribué à profondément renouveler les perspectives historiques sur la question.

## Biographie
Après l'agrégation d'histoire en 1968 et un doctorat es lettres en 1980, il a enseigné à partir de 1969 à l'université de Reims comme maître-assistant puis il a été nommé professeur à l'université de Nantes en 1981 puis comme professeur d'histoire romaine à l'université Lille-III en 1990.
Sa thèse de doctorat d'état fut soutenue en 1980 sous la direction d'André Chastagnol. François Jacques était également un élève de Hans-Georg Pflaum. Ses analyses sur la vie municipale, et en particulier l'ouvrage tiré de son doctorat d'état, Le privilège de liberté (1984), ont contribué à établir l'idée de la vitalité de la civilisation municipale dans l'Empire romain en insistant sur le maintien de l'autonomie des cités, remettant en cause une historiographie qui insistait avant tout sur l'ingérence du pouvoir central.
Il avait entrepris des recherches sur l’Histoire Auguste, sur les sénateurs romains du IIIe siècle et put participer en 1990 à une prospection archéologique autour de Bavay, travaux interrompus par son décès à Paris le 3 mai 1992.

## Publications

### Ouvrages
Ses principaux ouvrages sont :
- Les curateurs des cités dans l'Occident romain de Trajan à Gallien, Paris, Nouvelles éditions latines, 1983
- Le privilège de liberté. Politique impériale et autonomie municipale dans les cités de l'occident romain (161-244), Rome, Collection de l'École française de Rome, 1984, objet de sa thèse de doctorat[5]
- Les cités de l'occident romain, Paris, Les Belles Lettres, 1990[6].
- Rome et l'intégration de l'empire.Tome I : Les structures de l'Empire romain (en collaboration avec John Scheid), Paris, PUF, 1990.

### Articles accessibles en ligne
- « Quelques problèmes d'histoire municipale à la lumière de la lex Irnitana », L'Afrique dans l'Occident romain (Ier siècle av. J.-C. - IVe siècle ap. J.-C.), Actes du colloque de Rome (3-5 décembre 1987) Rome : École Française de Rome, 1990. pp. 381-401. (Publications de l'École française de Rome, 134)
- « Municipia libera de l'Afrique proconsulaire », Epigrafia. Actes du colloque international d'épigraphie latine en mémoire de Attilio Degrassi pour le centenaire de sa naissance, Actes de colloque de Rome (27-28 mai 1988) Rome : École Française de Rome, 1991. pp. 583-606. (Publications de l'École française de Rome, 143)
- « Le schismatique, tyran furieux », MEFRA, 94-2, 1982, p. 921-949.
- avec Bernard Bousquet, « Le raz de marée du 21 juillet 365. Du cataclysme local à la catastrophe cosmique », MEFRA, 96-1, 1984, p. 423-461.
- « Un exemple de concentration foncière en Bétique d'après le témoignage des timbres amphoriques d'une famille clarissime », MEFRA, 102-2, 1990, p. 865-899.
- « Propriétés impériales et cités en Numidie Méridionale », Cahiers du centre Gustave Glotz, 1992, 3, p. 123-139.